# 黒ねこ意匠
黒ねこ意匠（くろねこいしょう、英: Kuroneko Design）は、日本のイラストレーター、文筆家の2人組ユニット。
代表作に『くろねこ ろびんちゃん』シリーズがある。実際に飼っていた黒猫をモデルにしている。
また、2017年から毎年バレンタインシーズンに黒猫をモチーフにした『アンジュジュ』（Angege）をデザインしたチョコレートのシリーズをゴンチャロフ製菓が販売している。

## 人物
宮崎 一人（みやざき かずと）
- イラストレーター。

商業イラストレーターとしてキャリアを積んだ後、2011年より黒ねこ意匠名義にてイラスト、デザインを担当。
宮崎 良子（みやざき よしこ）
- 文筆家、絵本作家。

2011年より黒ねこ意匠名義にて絵本などの文章、コピーを担当する。

## 著作
- 『くろねこ ろびんちゃん ごろごろ』（2018）絵・文：黒ねこ意匠[4]
- 『くろねこ ろびんちゃん ぷんすか』（2019）絵・文：黒ねこ意匠[5]
- 『くろねこ ろびんちゃん びろーん』（2020）絵・文：黒ねこ意匠[6]
- 『ALL ABOUT Robin』（2021）著：黒ねこ意匠[7][8]
- 『きりちゃんだあれ?』（2022）原作：鈴木 真 絵・文：黒ねこ意匠[9]